# Castel San Pietro Romano
Castel San Pietro Romano é uma comuna italiana da região do Lácio, província de Roma, com cerca de 743 habitantes. Estende-se por uma área de 15 km², tendo uma densidade populacional de 50 hab/km². Faz fronteira com Capranica Prenestina, Cave, Palestrina, Poli, Rocca di Cave, Roma.

## Demografia
| Variação demográfica do município entre 1861 e 2011                               |
|                                                                                   |
| Fonte: Istituto Nazionale di Statistica (ISTAT) - Elaboração gráfica da Wikipedia |